# Linje 5 (Pekings tunnelbana)

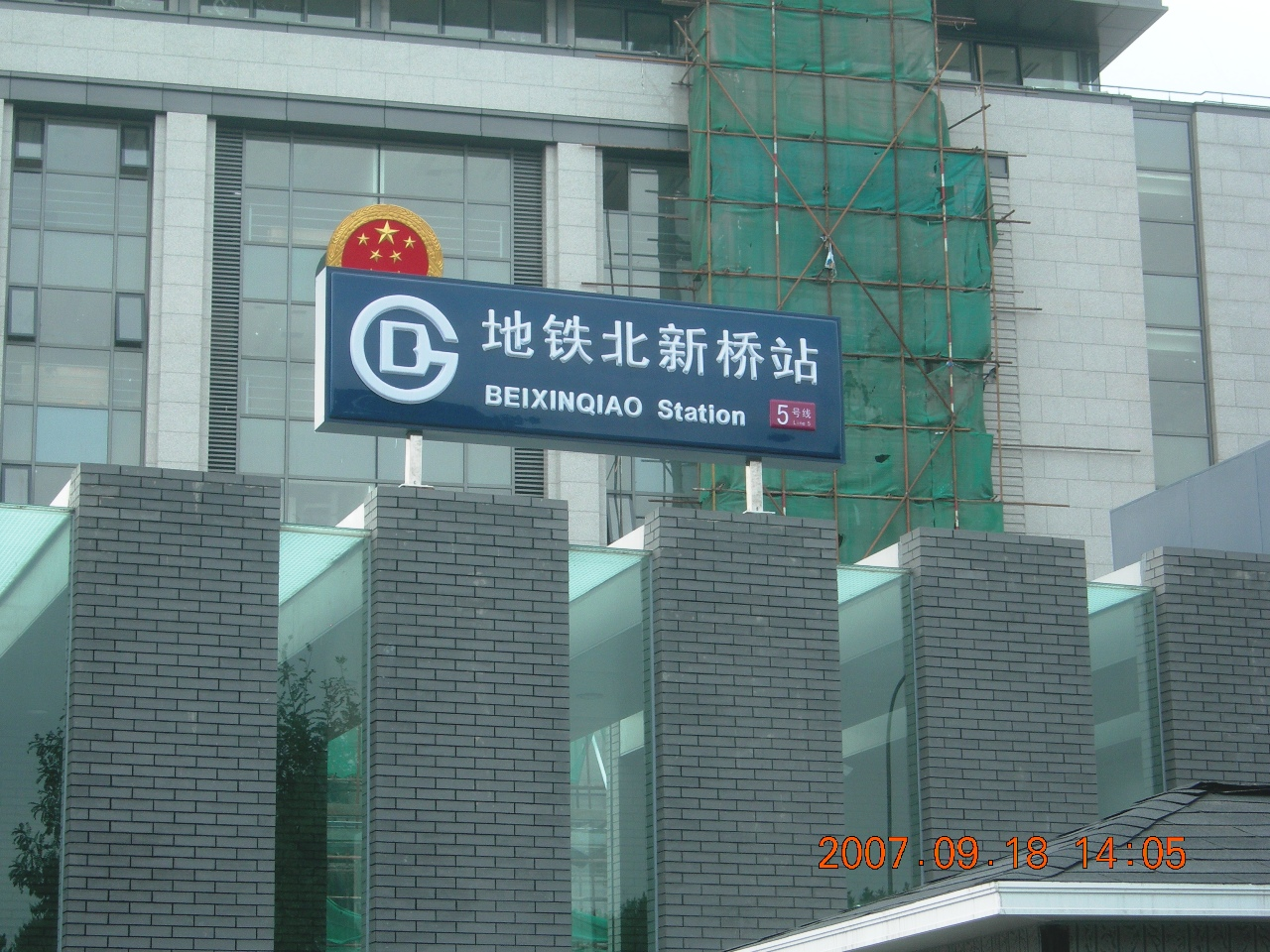
Stationen Beixinqiao på Linje 5.

Linje 5 (北京地铁5号线; Běijīng dìtiě wǔhào xiàn) är en linje i Pekings tunnelbana. Linje 5 trafikerar från stationen Tiantongyuan North norr om norra Femte ringvägen i södra Changpingdistriktet och rakt söder ut genom centrala Peking till stationen Songjiazhuang mellan södra Tredje och Fjärde ringvägen i östra Fengtaidistriktet. Linje 5 är i kartor och på skyltar märkt med violett färg.     
Linje 5 trafikerar 23 stationer och är 27,1 km lång.. Tågen opererar med 3 minuters mellanrum. Linje 5 öppnade 7 oktober 2007.

## Lista över stationer
Från norr mot söder:
- Tiantongyuan North (天通苑北)
- Tiantongyuan (天通苑)
- Tiantongyuan South (天通苑南)
- Lishuiqiao (立水桥) (byte till      Linje 13)
- Lishuiqiao South (立水桥南)
- Beiyuanlu North (北苑路北)
- Datunlu East (大屯路东) (byte till      Linje 15)
- Huixinxijie Beikou (惠新西街北口)
- Huixinxijie Nankou (惠新西街南口) (byte till      Linje 10)
- Hepingxiqiao (和平西桥)
- Hepinglibeijie (和平里北街)
- Yonghegong (雍和宫) (byte till      Linje 2)
- Beixinqiao (北新桥)
- Zhangzizhonglu (张自忠路)
- Dongsi (东四) (byte till      Linje 6)
- Dengshikou (灯市口)
- Dongdan (东单) (byte till      Linje 1)
- Chongwenmen (崇文门)
- Ciqikou (磁器口) (byte till      Linje 7)
- Tiantandongmen (天坛东门)
- Puhuangyu (蒲黄榆) (byte till      Linje 14)
- Liujiayao (刘家窑)
- Songjiazhuang (宋家庄) (byte till      Linje 10 och      Yizhuanglinjen)